# 麦国彦
麦国彦（1944年3月—），广东中山三乡镇人，生于上海，中华人民共和国政治人物、外交官。2000年，接替任景玉，担任中华人民共和国驻秘鲁大使。2004年，由殷恒民接任。

## 轶事
2002年至2006年任秘鲁驻华大使的陈路与同时任中国驻秘鲁大使的麦国彦籍贯均为中山。